# Gerbóc
Gerbóc románul: Gârbovăț, falu Romániában, a Bánságban, Krassó-Szörény megyében.

## Fekvése
Bozovics-tól délre fekvő település.

## Története
Gerbóc nevét az 1603-as összeírás említette először Gerbovecz néven, ekkor a portális összeírásban 10 portával szerepelt.
1700-ban  Girbovecz, 1808-ban Gerbovecz, Girbovecz, 1913-ban Gerbóc néven volt említve.
1607 előtt Lodi Simonnak és nejének Boroukay Zsuzsannának birtoka volt. 1607-ben  Rákóczi Zsigmond fejedelem több küküllői, tordai, bihari, zarándi és fehérmegyei birtokokon kívül, a Szörény megyében fekvő Garbovacz, Jabalcsna, Gavosdia, Terregova, Domasnia és más falvakat nevezetteknek új adományként adta.
1774-ben a zsupaneki zászlóaljhoz tartozott. A katonai határőrvidéki rendszer utolsó éveiben Gerbovecz az oláhbánsági végezredhez, annak bozsoviczi századához tartozott.
A trianoni békeszerződés előtt Krassó-Szörény vármegye Bozovicsi járásához tartozott.
1910-ben 1856 lakosából 1843 román volt. Ebből 1853 görög keleti ortodox volt.

## Források

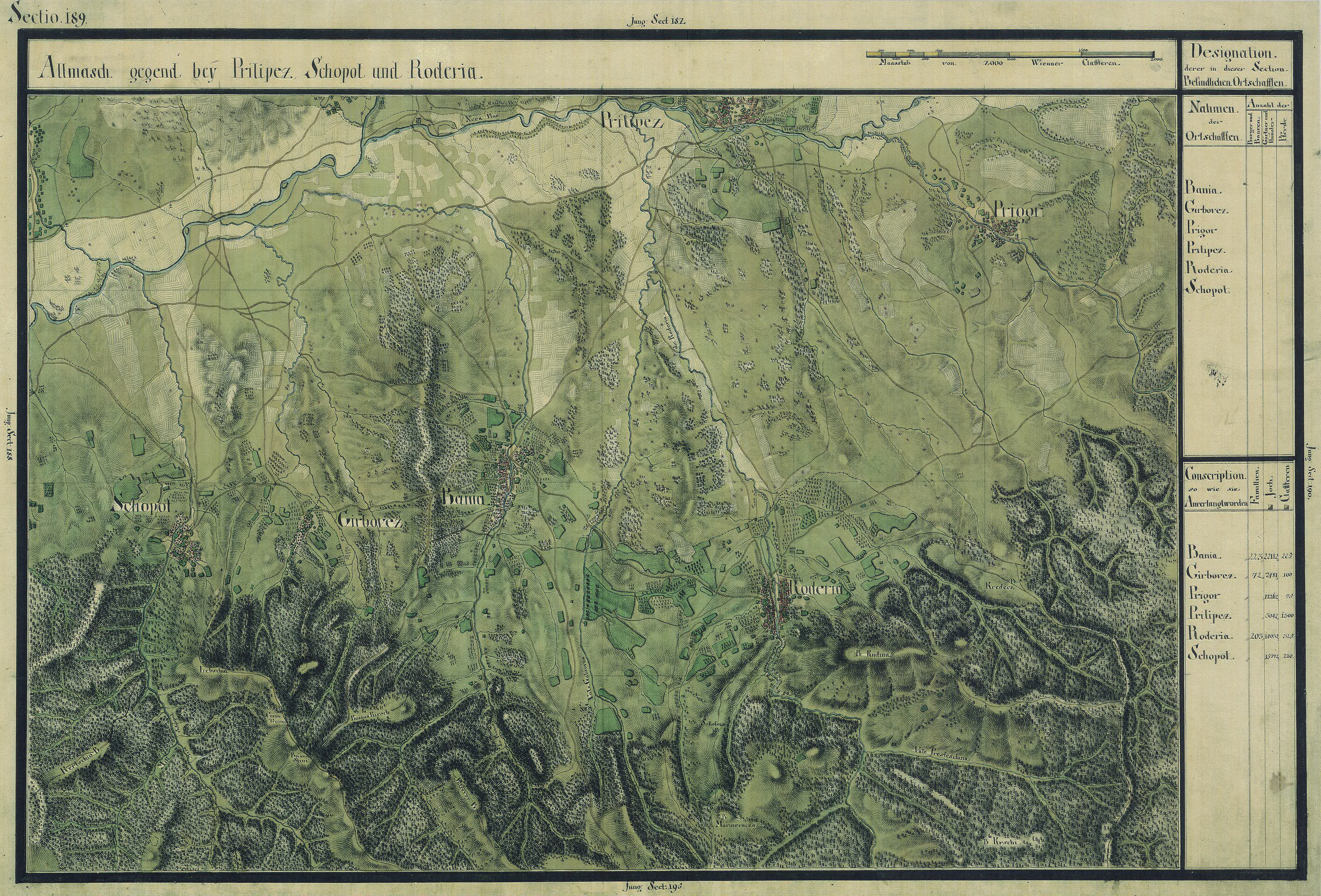